# Họ Chích
Họ Chích (danh pháp khoa học: Acrocephalidae, trước đây gọi là phân họ Acrocephalinae trong họ Sylviidae nghĩa rộng (sensu lato)), là một họ động vật mới được tạo ra, chứa các loài chim biết kêu/hót trong siêu họ Sylvioidea của bộ Sẻ. Họ này chứa các loài chích đầm lầy và chích cây.
Các loài trong họ này là các dạng chim chích lớn, phần lớn có màu nâu lục vàng ở phía trên và phần nhiều có màu từ vàng tới be ở phía dưới. Chúng thường sinh sống ở khu vực đồng rừng thưa, các bụi lau sậy hay cỏ mọc cao. Họ này phân bố chủ yếu ở miền nam tới miền tây châu Á và các khu vực xung quanh, nhưng cũng phân bố xa tới các đảo trên Thái Bình Dương và một vài loài ở châu Phi. Các giới hạn của chi cần sửa đổi nghiêm túc; hoặc là phần lớn các loài cần chuyển sang chi Acrocephalus hoặc là chi này cần phải chia tách. Tuy nhiên hiện tại người ta vẫn chưa có đủ kiến thức và dữ liệu để làm việc này.

## Phân loại
Chích Acrocephalus – chích đầm lầy (khoảng 35 loài)
- Acrocephalus melanopogon: Chích ria
- Acrocephalus paludicola: Chích nước
- Acrocephalus schoenobaenus: Chích lác
- Acrocephalus sorghophilus: Chích sậy sọc
- Acrocephalus bistrigiceps: Chích đầu nhọn mày đen hay chích sậy trán đen
- Acrocephalus agricola: Chích ruộng lúa
- Acrocephalus tangorum: Chích sậy Mãn Châu
- Acrocephalus concinens: Chích cánh cụt
- Acrocephalus scirpaceus: Chích sậy
- Acrocephalus scirpaceus fuscus: Chích sậy Caspi
- Acrocephalus scirpaceus avicenniae: Chích sậy rừng đước
- Acrocephalus baeticatus: Chích sậy châu Phi
- Acrocephalus dumetorum: Chích sậy Blyth
- Acrocephalus palustris: Chích đầm lầy
- Acrocephalus arundinaceus: Chích sậy lớn
- Acrocephalus orientalis: Chích đầu nhọn phương Đông
- Acrocephalus stentoreus: Chích đầu nhọn
- Acrocephalus orinus: Chích sậy cánh lớn
- Acrocephalus griseldis: Chích sậy Basra
- Acrocephalus australis: Chích sậy Australia
- Acrocephalus luscinia: Chích sậy oanh
- Acrocephalus luscinia nijoi: Chích sậy Aguiguan – nghi là khác biệt; tuyệt chủng (khoảng năm 1997)
- Acrocephalus luscinia astrolabii: Chích sậy oanh Astrolabe – tuyệt chủng (giữa thế kỷ 19?)
- Acrocephalus luscinia yamashinae: Chích sậy oanh Pagan – nghi là khác biệt; tuyệt chủng (thập niên 1970)
- Acrocephalus syrinx: Chích sậy Caroline
- Acrocephalus rehsei: Chích sậy Nauru
- Acrocephalus familiaris: Chim cối xay
- Acrocephalus familiaris familiaris: Chim cối xay Laysan – tuyệt chủng (cuối thập niên 1910)
- Acrocephalus aequinoctialis: Chích đảo Christmas
- Acrocephalus caffer: Chích sậy Tahiti
- Acrocephalus caffer garretti: Chích sậy Huahine – tuyệt chủng (thế kỷ 19?)
- Acrocephalus caffer musae: Chích sậy Raiatea – tuyệt chủng (thế kỷ 19?)
- Acrocephalus atyphus: Chích sậy Tuamotu
- Acrocephalus rimatarae: Chích sậy Rimatara
- Acrocephalus vaughani: Chích sậy Pitcairn
- Acrocephalus taiti: Chích sậy đảo Henderson
- Acrocephalus mendanae: Chích sậy Marquesan
- Acrocephalus kerearako: Chích sậy quần đảo Cook
- Acrocephalus rufescens: Chích đầm lầy lớn
- Acrocephalus brevipennis: Chích đầm lầy Cape Verde
- Acrocephalus gracilirostris: Chích đầm lầy nhỏ
- Acrocephalus newtoni: Chích đầm lầy Madagascar
- Acrocephalus aedon: Chích mỏ rộng hay chích mỏ dày
- Acrocephalus rodericanus: Chích bụi Rodrigues
- Acrocephalus sechellensis: Chích Seychelles

Chi Hippolais – chích cây (8 loài)
+ Phân chi Iduna
- Hippolais caligata: Chích giày ống (syn. Iduna caligata)
- Hippolais rama: Chích Sykes
- Hippolais pallida: Chích ô liu miền tây (syn. Iduna pallida)
- Hippolais opaca: Chích ô liu miền đông

+ Phân chi Hippolais
- Hippolais languida: Chích Upcher
- Hippolais olivetorum: Chích ô liu
- Hippolais polyglotta: Chích du dương
- Hippolais icterina: Chích Icterina

Chi Chloropeta – chích đớp ruồi vàng (3 loài)
- Chloropeta natalensis: Chích đớp ruồi vàng
- Chloropeta similis: Chích đớp ruồi núi
- Chloropeta gracilirostris: Chích đớp ruồi cói